# Balco Group
Balco Group AB är ett svenskt byggföretag med säte i Växjö, som specialiserat sig på öppna och inglasade balkonger. Företagets huvudmarknader är Sverige, Danmark och Norge,
Balco Group grundades 1987 i Växjö med inriktning på renovering av balkonger för flerfamiljshus. Det är sedan 2017 noterat på Stockholmsbörsens huvudlista.